# Jezioro Żółwie (Tbilisi)
Jezioro Żółwie (gruz. კუს ტბა, Kus Tba; ქორქის ტბა, K’ork’i) – jezioro w Gruzji, położone na obrzeżach Tbilisi, w regionie Vake-Saburtalo. Powierzchnia jeziora wynosi 0,034 km², a obszar zlewni 0,44 km², położone jest na wysokości 686,7 m n.p.m. Zasilane jest przez niewielką rzekę Varaziskhevi (dopływ Kury).
Nazwa jeziora pochodzi od niegdyś licznie występującej populacji żółwi. Wśród mieszkańców Tbilisi i okolicznych miejscowości jezioro stanowi popularne miejsce wypoczynku z wieloma kawiarniami i restauracjami. W pobliżu znajduje się również muzeum etnograficzne.